# Liste von Musiklabels/L

## L
| Name Musiklabel                            | Land                         | Sitz                          | Gründer                                                                                                   | Jahr-Von            | Jahr-Bis            | Labelcode | Website                            | Mutterlabel                             | Details |
| ------------------------------------------ | ---------------------------- | ----------------------------- | --- | ------------------- | ------------------- | --------- | ---------------------------------- | --------------------------------------- | --- |
| L+R Records                                | Deutschland                  |                               | Horst Lippmann und Fritz Rau                                                                              | 1979                |                     |           |                                    |                                         | |
| La Tribu                                   | Kanada                       |                               | | 1999                |                     |           |                                    |                                         | |
| La-La Land Records                         | Vereinigte Staaten           |                               | Michael V. Gerhard und Matt Verboys                                                                       | 2002                |                     |           |                                    |                                         | |
| Label Bleu                                 | Frankreich                   |                               | Michel Orier                                                                                              | 1986                |                     |           |                                    |                                         | |
| Label 11                                   | Deutschland                  | Nürnberg                      | Peter Fulda                                                                                               | 2011                |                     |           | Website                            |                                         | |
| Label Fandango                             | Vereinigtes Königreich       |                               | Simon Williams und Andy Macleod                                                                           | 2005                |                     |           |                                    | Fierce Panda Records und Pointy Records | |
| Labrador Records                           | Schweden                     |                               | Bengt Rahm                                                                                                | 1997                |                     |           |                                    |                                         | |
| Lacerated Enemy Records                    | Tschechien                   |                               | Zdeněk Šimeček                                                                                            | 2004                |                     |           |                                    |                                         | |
| LaFace Records                             | Vereinigte Staaten           |                               | Kenneth Edmonds, L.A. Reid und Arista Records                                                             | 1989                |                     |           |                                    | Zomba Music Group                       | |
| Laff Records                               | Vereinigte Staaten           |                               | |                     | Erloschen           |           |                                    |                                         | |
| L’age d’or                                 | Deutschland                  |                               | Carol von Rautenkranz und Pascal Fuhlbrügge                                                               | 1988                | 2007                |           |                                    |                                         | |
| L’OZ                                       | Frankreich                   |                               | Gilles Lozac’hmeur                                                                                        | 1995                |                     |           |                                    |                                         | |
| Laika Records                              | Deutschland                  |                               | Ulli Bögershausen                                                                                         | 1989                |                     |           |                                    |                                         | |
| Lakeshore Records                          | Vereinigte Staaten           |                               | Skip Williamson                                                                                           | Anfang 1990er Jahre |                     |           |                                    | Lakeshore Entertainment                 | |
| Lakeshore Studio Records                   | Deutschland                  | Kirchbarkau                   | Benjamin Butschko                                                                                         | 2018                |                     | LC 101201 |                                    |                                         | |
| Lakeside Records                           | Vereinigte Staaten           |                               | |                     |                     |           |                                    | Columbia Records,                       | Das Label bestand vor dem 1. Weltkrieg |
| Lakeside Records                           | Vereinigte Staaten           |                               | | 1990er Jahre        | 1990er Jahre        |           |                                    |                                         | Das Label bestand in den 1990er Jahren |
| Lala Schallplatten                         | Deutschland                  | Leipzig                       | Tobias Streng                                                                                             | 2008                |                     |           | Website                            |                                         | |
| Lamon Records                              | Vereinigte Staaten           |                               | Dwight L Moody junior und Lucille Moody                                                                   | 1962                |                     |           |                                    |                                         | |
| Langstrumpf Records                        | Deutschland                  |                               | Michael Klaucke und Peter Lohmann                                                                         | 1992                | 2007                |           |                                    |                                         | |
| Lantis                                     | Japan                        |                               | | 1999                |                     |           |                                    | Bandai Visual                           | Im Mai 2006 wurde die Firma von Bandai Visual mit einem Anteil von 50,6 % übernommen und ist seitdem ein Teilunternehmen dieser Gruppe |
| LaSalle Records                            | Vereinigte Staaten           |                               | Travis Barker                                                                                             | 2004                |                     |           |                                    | Atlantic Records                        | |
| Laserlife Records                          | Österreich                   |                               | Neustadpunk-Band Dimitrij                                                                                 | 2006                |                     |           |                                    |                                         | |
| Last Chance Records                        | Deutschland                  | Dortmund                      | Ulrich Bolz                                                                                               | 1980                | 2008                | LC 8755   |                                    |                                         | |
| Last Exit Music                            | Deutschland                  | Saarbrücken                   | Andreas Enslin                                                                                            | 2011                |                     |           | Website                            |                                         | |
| Last Gang Records                          | Kanada                       |                               | Chris Taylor und Donald K. Tarlton                                                                        | 2003                |                     |           |                                    | Entertainment One Music                 | |
| Last Episode                               | Deutschland                  |                               | | 1994                |                     |           |                                    |                                         | Das Label wurde 1994 unter dem Namen Last Epitaph von Karsten Jakob gegründet. 1996 wurde es in Last Episode umbenannt, um einen Rechtsstreit mit der Plattenfirma Epitaph Records zu entgehen |
| LasVegas Records                           | Österreich                   |                               | Andreas Jantsch, Bernhard Kuri, Luis Pasching, Christoph Pirngruber, Niklas Schinerl und Alf Peherstorfer | 2006                |                     |           |                                    |                                         | |
| Latent Recordings                          | Kanada                       |                               | Michael Timmins, Alan Anton, Geoff Railton, Brett Wickens                                                 | 1981                |                     |           |                                    |                                         | |
| Latino Buggerveil                          | Vereinigte Staaten           |                               | Butthole Surfers                                                                                          | 1987                |                     |           |                                    |                                         | |
| Laundry Label                              | Vereinigtes Königreich       | Manchester                    | Holly Lerski                                                                                              | 2004                |                     |           |                                    |                                         | |
| Laurie Records                             | Vereinigte Staaten           |                               | Gene Schwartz, Bob Schwartz und Alan Sussell                                                              | 1958                |                     |           |                                    |                                         | Anfang der 1980er Jahre übernahm EMI (damals EMI-Capitol) das Unternehmen. Dabei änderte sich sein Name in 3C Records |
| Lava Records                               | Vereinigte Staaten           |                               | Jason Flom und Atlantic Records                                                                           | 1995                |                     |           | Website                            | Republic Records/Universal Music Group  | |
| Le Chant du Monde                          | Frankreich                   |                               | Léon Moussinac                                                                                            | 1938                |                     |           |                                    | Harmonia Mundi                          | 1993 wurde das Unternehmen von Harmonia Mundi gekauft |
| Le Crépuscule du Soir Productions          | Frankreich                   |                               | | 2008                | 2015                |           | Website                            |                                         | |
| Le Grand Magistery                         | Vereinigte Staaten           | Bloomfield Hills              | | 1996                |                     |           |                                    |                                         | |
| Leader Records (UK)                        | Vereinigtes Königreich       |                               | Bill Leader                                                                                               | 1969                | 1978                |           |                                    |                                         | |
| Leader Records (US)                        | Vereinigte Staaten           |                               | David Kapp                                                                                                | 1954                | 1973                |           |                                    | MCA Inc.                                | |
| Leaf Hound Records                         | Japan                        |                               | Toreno Kobayashi                                                                                          | 2002                | 2008                |           |                                    |                                         | |
| Leathür Records                            | Vereinigte Staaten           |                               | Mötley Crüe und Allan Coffman                                                                             | 1981                | 1986                |           |                                    |                                         | |
| Ledo Takas                                 | Litauen                      | Vilnius                       | Tadas Kazlauskas                                                                                          | 1996                |                     |           | Website                            |                                         | |
| Leech Records                              | Schweiz                      |                               | | 1996                |                     | LC 14410  |                                    |                                         | |
| Leedon Records                             | Australien                   |                               | Lee Gordon                                                                                                | 1958                | 1969                |           |                                    |                                         | |
| Leeds Talk-O-Phone                         | Vereinigte Staaten           | Toledo                        | Wynant van Zant Pierce Bradley und Albert Irish                                                           | 1894                | 1909                |           |                                    |                                         | |
| LeFrak-Moelis Records                      | Vereinigte Staaten           | New York City                 | Samuel J. LeFrak                                                                                          | Ende 1980er Jahre   | Anfang 1990er Jahre |           |                                    |                                         | |
| Legacy Recordings                          | Vereinigte Staaten           | New York City                 | | 1990                |                     |           |                                    | Sony Music                              | |
| Legion Records                             | Vereinigte Staaten           | Philadelphia                  | Michael „Mikey“ Brosnan                                                                                   | 1997                | Erloschen           |           |                                    |                                         | |
| Legit Ballin’                              | Vereinigte Staaten           |                               | Carl Terrell Mitchell                                                                                     | 1999                |                     |           |                                    |                                         | |
| Lemongrassmusic                            | Deutschland                  |                               | Roland Voss, Daniel Voss                                                                                  | 2005                |                     | LC 12644  |                                    |                                         | |
| Lench Mob Records                          | Vereinigte Staaten           | Encino                        | Ice Cube                                                                                                  | 1990                |                     |           |                                    | Universal Music Group                   | |
| Lengua Armada Discos                       | Vereinigte Staaten           | Chicago                       | Martin Sorrondeguy                                                                                        |                     |                     |           |                                    |                                         | |
| Lens Records                               | Vereinigte Staaten           | Chicago                       | Robert Hyman                                                                                              | 1999                |                     |           |                                    |                                         | |
| Leo Records                                | Vereinigtes Königreich       |                               | Leo Feigin                                                                                                | 1979                |                     |           |                                    |                                         | |
| Les Disques du Crepuscule                  | Belgien                      |                               | Michel Duval und Annik Honoré                                                                             | 1980                |                     |           |                                    |                                         | |
| Less Than Zero                             | Italien                      | Piombino                      | Gabriele Giuliani                                                                                         | 1995                |                     |           |                                    |                                         | |
| Let It Burn Records                        | Deutschland                  |                               | Christoph Zehetleitner, Daniel Nagel                                                                      | 2000                |                     |           |                                    |                                         | |
| Lethal Records                             | Österreich                   |                               | Michael Piesch                                                                                            | 1991                | 1997                |           |                                    |                                         | |
| Level Plane Records                        | Vereinigte Staaten           |                               | Greg Drudy                                                                                                | 1997                |                     |           |                                    |                                         | |
| Lex Records                                | Vereinigtes Königreich       | London                        | Tom Brown                                                                                                 | 2001                |                     |           |                                    |                                         | |
| LHI Records                                | Vereinigte Staaten           |                               | Lee Hazlewood                                                                                             |                     | Erloschen           |           |                                    |                                         | |
| Liberation Music                           | Australien                   | Melbourne                     | Michael Gudinski und Warren Costello                                                                      | 1999                |                     |           |                                    |                                         | |
| Liberation Records                         | Vereinigte Staaten           | Los Angeles                   | | 1994                |                     |           |                                    |                                         | |
| Liberty & Lament                           | Vereinigte Staaten           |                               | Lucero (Band)                                                                                             |                     |                     |           |                                    | EastWest Records                        | |
| Liberty Music Shop Records                 | Vereinigte Staaten           | New York City                 | | 1933                | Erloschen           |           |                                    |                                         | |
| Liberty Records                            | Vereinigte Staaten           |                               | Simon Waronker                                                                                            | 1955                | 1995                |           |                                    |                                         | |
| Library Records                            | Australien                   | Melbourne                     | Bart Cummings                                                                                             | 1998                |                     |           |                                    |                                         | |
| Licking Fingers                            | Schweden                     | Stockholm                     | The Concretes                                                                                             |                     |                     |           |                                    |                                         | |
| Lieder des Lebens                          | Deutschland                  |                               | |                     |                     |           |                                    | Janz Team                               | |
| L.I.E.S. Records                           | Vereinigte Staaten           | Brooklyn, New York            | Ron Morelli                                                                                               | 2010                |                     |           | https://liesrecords.com/           |                                         | |
| Life Record Industries Pte Ltd             | Singapur                     |                               | | 1966                |                     |           |                                    | Life Records                            | |
| Life Records                               | Malaysia                     |                               | | 1949                |                     |           |                                    |                                         | |
| Life Records Limited                       | Hongkong                     |                               | | 1960                |                     |           |                                    | Life Records                            | |
| Lifeforce Records                          | Deutschland                  |                               | Rüdiger Mahn                                                                                              | 1995                |                     |           |                                    |                                         | |
| Light Records                              | Vereinigte Staaten           |                               | Ralph Carmichael                                                                                          | 1966                |                     |           |                                    | eOne Music                              | |
| Light Organ Records                        | Kanada                       | Vancouver                     | | 2010                |                     |           |                                    |                                         | |
| Lil' Chief Records                         | Neuseeland                   |                               | Jonathan Bree, Scott Mannion, Lawrence Mikkelsen                                                          | 2002                |                     |           |                                    |                                         | |
| Limb Music                                 | Deutschland                  |                               | | 1995                |                     |           |                                    |                                         | |
| Limelight Records                          | Vereinigte Staaten           |                               | Quincy Jones                                                                                              | 1963                |                     |           |                                    | Mercury Records                         | Der Katalog ist heute bei Verve |
| Limp Records                               | Vereinigte Staaten           | Rockville                     | Skip Groff                                                                                                | 1978                | 1982                |           |                                    |                                         | |
| Lincoln Records                            | Vereinigte Staaten           |                               | | 1923                | 1930                |           |                                    | Cameo Records                           | |
| Lindberq Records                           | Deutschland                  |                               | | 2005                |                     |           |                                    |                                         | |
| Lingasong Records                          | Vereinigtes Königreich       |                               | Paul Murphy                                                                                               | 1977                |                     |           |                                    |                                         | |
| Linn Records                               | Vereinigtes Königreich       | Glasgow                       | | 1982                |                     |           |                                    | Linn Products                           | |
| Linus Entertainment                        | Kanada                       | Waterdown (Ontario)           | Geoff Kulawick,                                                                                           | 2001                |                     |           |                                    |                                         | |
| Lion Music                                 | Finnland                     |                               | Lars Eric Mattsson                                                                                        | 1989                |                     |           |                                    |                                         | |
| Lioness Records                            | Vereinigtes Königreich       | London                        | Amy Winehouse                                                                                             | 2009                |                     |           |                                    |                                         | |
| Lionheart Music Group                      | Schweden                     | Stockholm                     | Bobby Ljunggren und Maria Molin Ljunggren                                                                 | 1990                |                     |           |                                    |                                         | |
| Lion’s Den                                 | Deutschland                  | Berlin                        | Ras Lion                                                                                                  |                     |                     | LC 30864  |                                    |                                         | |
| Liquicity Records                          | Niederlande                  |                               | Maris Goudzwaard und Mark van der Schoot                                                                  | 2011                |                     | LC 68188  | https://liquicity.com              |                                         | |
| Liquid V                                   | Vereinigtes Königreich       | London                        | Bryan Gee und Jumping Jack Frost                                                                          | 2004                |                     |           |                                    |                                         | |
| Liquidator Music                           | Spanien                      |                               | | 1997                |                     |           |                                    |                                         | |
| Liquor and Poker Music                     | Vereinigte Staaten           | Hawthorne                     | |                     |                     |           |                                    |                                         | |
| Listenable Records                         | Frankreich                   |                               | Laurent Merle                                                                                             | Anfang 1990er Jahre |                     |           |                                    |                                         | |
| Lithium (Label)                            | Frankreich                   |                               | Vincent Chauvier                                                                                          | Anfang 1990er Jahre | 2004                |           |                                    |                                         | |
| Little David Records                       | Vereinigte Staaten           |                               | Flip Wilson und Monte Kay                                                                                 | 1969                | 1980                |           |                                    | Warner Music Group                      | |
| Little Marvel                              | Vereinigtes Königreich       |                               | | 1921                | 1928                |           |                                    | Vocalion Records                        | |
| Little Teddy Recordings                    | Deutschland                  |                               | Andreas „Andy“ Freiberger, Armin Kasper                                                                   | 1991                |                     | LC 20743  |                                    |                                         | |
| Little Wonder Records                      | Vereinigte Staaten           |                               | | 1914                | 1923                |           |                                    | Columbia Phonograph Company             | |
| Live Here Now                              | Vereinigtes Königreich       |                               | | 2004                |                     |           |                                    | Mute Records                            | |
| Live Reports                               | Ukraine                      |                               | Dmytro Fedorenko                                                                                          | 2003                |                     |           |                                    | Nexsound                                | |
| Lizard                                     | Russland                     | Moskau                        | Dmitry Koldun und Alexander Astashenok                                                                    | 2009                |                     |           |                                    |                                         | |
| Lizard King Records                        | Vereinigtes Königreich       | London                        | Martin Heath und Dominic Hardisty                                                                         | 2002                |                     |           |                                    |                                         | |
| Lo Recordings                              | Vereinigtes Königreich       | London                        | Jon Tye                                                                                                   | 1995                |                     |           |                                    |                                         | |
| Load Records                               | Vereinigte Staaten           | Providence                    | Ben McOsker und Laura Mullen                                                                              | 1993                |                     |           |                                    |                                         | |
| Loaded Records                             | Vereinigtes Königreich       |                               | Tim Jeffery und JC Reid                                                                                   | 1990                |                     |           |                                    |                                         | |
| Lobster Records                            | Vereinigte Staaten           | Santa Barbara                 | Stevan Lubarsky                                                                                           | 1991                |                     |           |                                    |                                         | |
| LOCA Records                               | Vereinigtes Königreich       | Brighton                      | | 1999                |                     |           |                                    |                                         | |
| Locked On Records                          | Vereinigtes Königreich       |                               | |                     |                     |           |                                    | XL Recordings                           | |
| Lockjaw Records                            | Vereinigtes Königreich       |                               | Jim Turner, Jack Turner, Samuel Turner                                                                    | 1997                |                     |           |                                    |                                         | |
| Locomotive Records                         | Spanien                      | Villaviciosa de Odón          | Goyo Esteban                                                                                              | 1996                |                     |           |                                    |                                         | |
| Locust Music                               | Vereinigte Staaten           | Chicago                       | | 2001                |                     |           |                                    |                                         | |
| Lodge Records                              | Vereinigtes Königreich       | Edinburgh                     | |                     |                     |           |                                    |                                         | |
| LOEN Entertainment                         | Südkorea                     | Seoul                         | Min Yeong-bin                                                                                             | 1978                |                     |           |                                    |                                         | |
| Lofi Girl                                  | Frankreich                   |                               | | 2015                |                     |           |                                    |                                         | |
| Lofton Creek Records                       | Vereinigte Staaten           | Nashville                     | Harold Shafer und Vicky Shafer                                                                            | 2002                |                     |           |                                    |                                         | |
| Logo Records                               | Vereinigtes Königreich       |                               | Geoff Hannington und Olav Wyper                                                                           | 1977                | 1980                |           |                                    |                                         | |
| Lojinx                                     | Vereinigtes Königreich       | London                        | Andrew Campbell                                                                                           | 2004                |                     |           |                                    |                                         | |
| Lola Records                               | Vereinigte Staaten           | Hollywood                     | John Marascalco                                                                                           | 1962                | 1968                |           |                                    |                                         | |
| Lo-Fidelity Records                        | Vereinigte Staaten           | North Aurora (Illinois)       | Jeffrey Kotthoff                                                                                          | 2002                |                     |           |                                    |                                         | |
| LO-MAX Records                             | Vereinigtes Königreich       | London                        | Allison McGourty und Bernard MacMahon                                                                     | 2003                |                     |           |                                    |                                         | |
| Loma Vista Recordings                      | Vereinigte Staaten           | Beverly Hills                 | Tom Whalley                                                                                               | 2012                |                     | LC 51360  | Website                            | Concord Music Group                     | |
| London Records                             | Vereinigtes Königreich       |                               | | 1947                | 1979                |           |                                    |                                         | Die britische Decca wurde 1979 von PolyGram aufgekauft und Polygram wurde 1998 von der Universal Music Group übernommen. Zu diesem Zeitpunkt war London Records schon halb unabhängig innerhalb der PolyGram-Gruppe und im Besitz von Roger Ames. Als dieser in den Vorstand der Warner Music Group wechselte, nahm er den Label-Namen mit. |
| London-Sire Records                        | Vereinigte Staaten           |                               | | 1999                | 2003                |           |                                    | Warner Music Group                      | |
| Lonely Astronaut Records                   | Vereinigte Staaten           |                               | Joseph Arthur, Lauren Pattenaude und Eric Gerber                                                          | 2006                |                     |           |                                    |                                         | |
| Lonesome Day Records                       | Vereinigte Staaten           | Booneville (Kentucky)         | Randall Deaton                                                                                            | 2002                |                     |           |                                    |                                         | |
| Long Beach Records                         | Vereinigte Staaten           | Long Beach                    | |                     |                     |           |                                    |                                         | |
| Long Hair Music                            | Frankreich                   | Saverne                       | Serge Bloch                                                                                               | 2000                |                     | LC 11329  |                                    |                                         | |
| Longhorn Records                           | Vereinigte Staaten           | Dallas                        | Dewey Groom                                                                                               | 1957                | 1969                |           |                                    |                                         | |
| Longines Symphonette Society               | Vereinigte Staaten           |                               | |                     |                     |           |                                    |                                         | |
| Loningisa                                  | Demokratische Republik Kongo | Kinshasa                      | |                     |                     |           |                                    |                                         | |
| Looking Glass Workshop                     | Vereinigte Staaten           |                               | |                     | Erloschen           |           |                                    |                                         | |
| Lookout! Records                           | Vereinigte Staaten           |                               | Larry Livermore und David Hayes                                                                           | 1987                |                     |           |                                    |                                         | |
| Loop Ash                                   | Japan                        |                               | Michiru                                                                                                   |                     |                     |           |                                    |                                         | |
| Loöq Records                               | Vereinigte Staaten           | San Francisco                 | Jondi & Spesh                                                                                             | 1998                |                     |           |                                    |                                         | |
| Loose Records & Music                      | Vereinigtes Königreich       | London                        | Bernard S. Vick und Andy Titcombe                                                                         | Mitte 1970er Jahre  |                     |           |                                    |                                         | |
| Lost & Found Records                       | Deutschland                  |                               | | 1980er Jahre        | 1990er Jahre        |           |                                    |                                         | |
| Lost & Lonesome Recording Co.              | Australien                   | Melbourne                     | Mark Monnone                                                                                              | 1997                |                     |           |                                    |                                         | |
| Lost Highway Records                       | Vereinigte Staaten           |                               | Luke Lewis                                                                                                | 2000                |                     |           |                                    | Universal Music Group                   | |
| Lost Language                              | Vereinigtes Königreich       |                               | |                     |                     |           |                                    |                                         | |
| Lotuspike                                  | Vereinigte Staaten           | Pittsburgh                    | Ben Cox, Jeff Kowal und Daniel Pipitone                                                                   | 2004                |                     |           |                                    |                                         | |
| Loud Records                               | Vereinigte Staaten           |                               | Steve Rifkind                                                                                             | 1992                |                     |           |                                    |                                         | |
| Louisville Records                         | Deutschland                  |                               | Patrick Wagner, Yvonne Franken                                                                            | 2004                | 2010                | LC 13550  |                                    |                                         | |
| Love Is My Velocity                        | Australien                   | Perth                         | | 2006                |                     |           |                                    |                                         | |
| Love Minus Zero Recordings                 | Vereinigte Staaten           |                               | Richard Reines und Stephanie Reines                                                                       | 2006                |                     |           |                                    |                                         | |
| Love Police Records                        | Australien                   | Surry Hills (New South Wales) | Brian Taranto und Andy Kent                                                                               | 2004                |                     |           |                                    |                                         | |
| Love Records                               | Finnland                     |                               | Christian Schwindt                                                                                        | 1966                |                     |           |                                    |                                         | |
| LoveCat Music                              | Vereinigte Staaten           | New York City                 | | 1999                |                     |           |                                    |                                         | |
| Lovely Music                               | Vereinigte Staaten           | New York City                 | Mimi Johnson                                                                                              | 1978                |                     |           |                                    |                                         | |
| Loveway Records                            | Vereinigte Staaten           |                               | |                     |                     |           |                                    |                                         | |
| Lovitt Records                             | Vereinigte Staaten           |                               | Brian Lowit                                                                                               | 1995                |                     |           |                                    |                                         | |
| Lowercase People Records                   | Vereinigte Staaten           | San Diego                     | Switchfoot                                                                                                | 2007                |                     |           |                                    | lowercase people                        | |
| Low Life Records                           | Vereinigtes Königreich       |                               | Braintax (Joe Christie)                                                                                   | 1992                |                     |           |                                    |                                         | |
| Low Spirit                                 | Deutschland                  |                               | Maximilian Lenz, Fabian Lenz, Klaus Jankuhn, Sandra Molzahn, William Röttger                              | 1985                | 2006                | LC 04660  |                                    |                                         | |
| Low Transit Industries                     | Australien                   | Melbourne                     | Darren Smallman und Simon Baird                                                                           | 1999                |                     |           |                                    |                                         | |
| Lowly Palace                               | Vereinigte Staaten           |                               | Andre Benz und Joaquim Guedes                                                                             | 2016                |                     |           |                                    |                                         | |
| LRRC (Luddite Rural Recording Cooperative) | Vereinigte Staaten           |                               | Joseph O’Connell                                                                                          |                     |                     |           |                                    |                                         | |
| LTM Recordings                             | Vereinigtes Königreich       |                               | James Nice                                                                                                | 1983                |                     |           |                                    |                                         | |
| Lu Pine Records                            | Vereinigte Staaten           | Detroit                       | | Ende 1950er Jahre   | Erloschen           |           |                                    |                                         | |
| Luaka Bop                                  | Vereinigte Staaten           | New York City                 | David Byrne                                                                                               | 1988                |                     |           |                                    |                                         | |
| Lucid Records                              | Vereinigte Staaten           | Chicago                       | Chris Broach                                                                                              | 2002                |                     |           |                                    |                                         | |
| Lucidsamples                               | Vereinigtes Königreich       | London                        | | 2010                |                     |           |                                    |                                         | |
| Lucky Eleven Records                       | Vereinigte Staaten           | Flint                         | Otis Ellis und Chuck Slaughter                                                                            | 1959                |                     |           |                                    |                                         | |
| Lucky Four Records                         | Vereinigte Staaten           | Chicago                       | | 1960                | 1963                |           |                                    |                                         | |
| Lucky Records                              | Vereinigte Staaten           | Seattle                       | |                     |                     |           |                                    |                                         | |
| LuckyMe                                    | Vereinigtes Königreich       | Edinburgh                     | Dominic Flannigan, Martyn Flyn, Hudson Mohawke, Mike Slott                                                | 2007                |                     | LC 68548  | Website                            |                                         | |
| Lujo Records                               | Vereinigte Staaten           | Palo Alto                     | | 2001                |                     |           |                                    |                                         | |
| Luke Records                               | Vereinigte Staaten           |                               | Luther Campbell und David Chackler                                                                        | 1985                |                     |           |                                    |                                         | |
| Lumiere Records                            | Vereinigte Staaten           | New York City                 | Victoria Paterson und Robert Paterson                                                                     | 2006                |                     |           |                                    |                                         | |
| Lungcast Records                           | Vereinigte Staaten           | New York City                 | Neil Burke                                                                                                | 1990                | 2002                |           |                                    | Vermiform                               | |
| Lux Noise                                  | Schweiz                      |                               | Michael Hediger                                                                                           | 1987                |                     | LC 06804  |                                    |                                         | |
| Luxembourg Classics                        | Luxemburg                    | Luxemburg                     | Marco Battistella                                                                                         | 2024                |                     |           | Website                            |                                         | |
| Luxus Musik                                | Deutschland                  |                               | Paul Vincent Gunia                                                                                        | 1990                |                     |           |                                    |                                         | |
| Lyric Records                              | Deutschland                  |                               | |                     |                     |           |                                    |                                         | |
| Lyric Records (US)                         | Vereinigte Staaten           |                               | | 1917                | 1921                |           |                                    |                                         | |
| Lyric Street Records                       | Vereinigte Staaten           | Nashville                     | Randy Goodman                                                                                             | 1997                |                     |           |                                    |                                         | |
| Lyrita Recorded Edition                    | Vereinigtes Königreich       |                               | Richard Itter                                                                                             | 1958                |                     |           |                                    |                                         | |
| Lärmquelle Records                         | Deutschland                  | Duisburg                      | Marcel Wojnarowicz                                                                                        | 2004                |                     | LC 16092  | http://www.laermquelle-records.de/ |                                         | |